# برت دایر (بازیکن فوتبال)
برت دایر (انگلیسی: Bert Dyer؛ زادهٔ ۲۰ دسامبر ۱۸۸۶) بازیکن فوتبال اهل بریتانیا است.
از باشگاه‌هایی که در آن بازی کرده‌است می‌توان به باشگاه فوتبال رومزی تاون، باشگاه فوتبال گینزبورو ترینیتی، و باشگاه فوتبال ساوت‌همپتون اشاره کرد.